# 塩汲峠

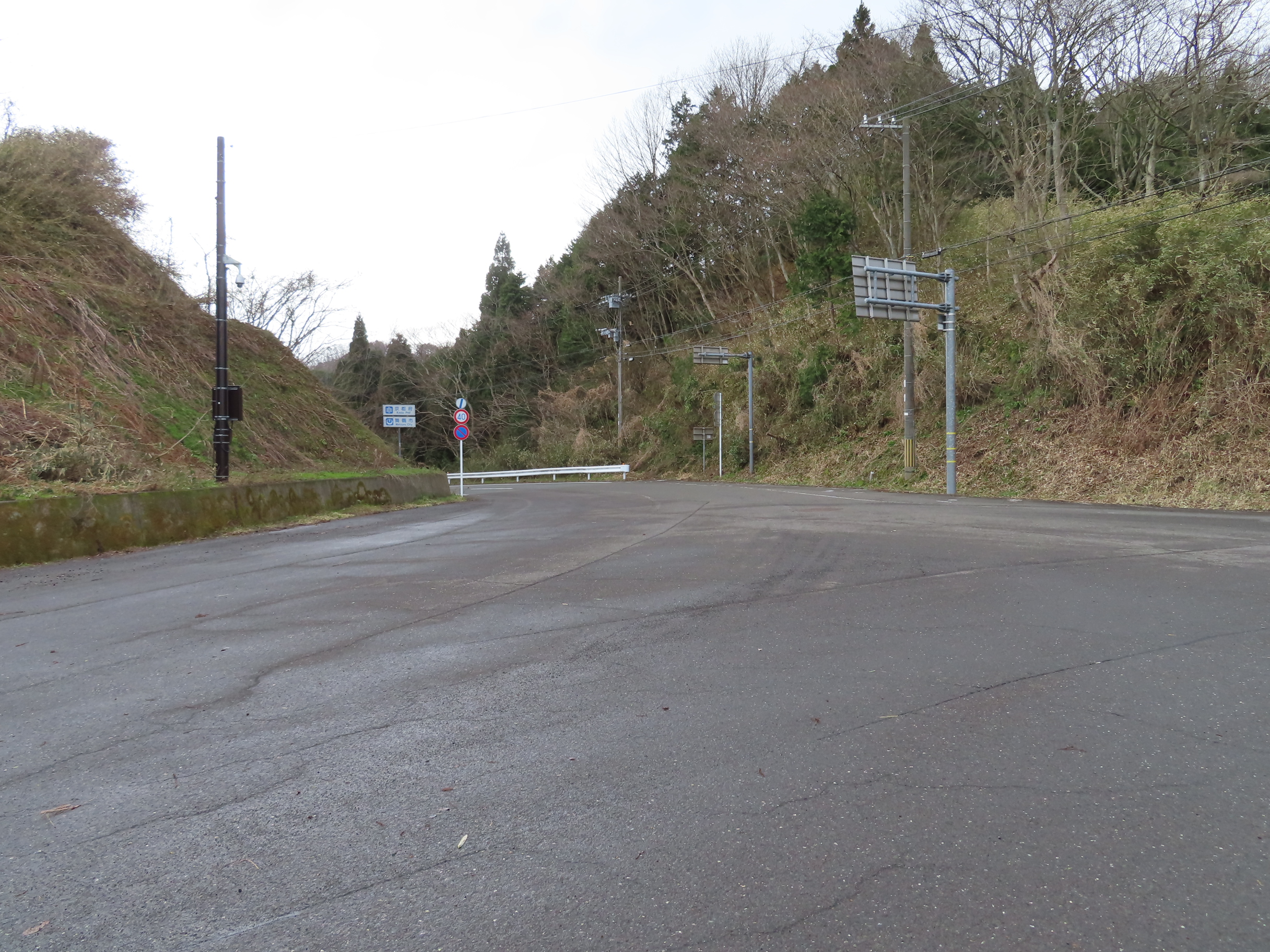
高浜町から舞鶴市に向けて（2022年3月）

塩汲峠（しおくみとうげ）は、日本の福井県大飯郡高浜町と京都府舞鶴市とを隔てる峠である。

## 概要
福井県道・京都府道772号上にある標高154mの峠である。福井県の最西端に位置し、吉坂峠と共に若狭の自然の要塞として機能してきた歴史がある。名前の由来は古代からこの付近は製塩業が盛んであり、海水を汲み上げて乾燥させ塩を作り、それを京まで運んでいた為。現在でも県境の峠として知名度が高く、また京都側からの内浦湾の景観が大変美しくサイクリングロードとしても有名な峠である。また福井県道・京都府道772号は福井県側に峠を越えてすぐ、京都府道・福井県道21号と重複し、福井県内で福井県道・京都府道772号の単独区間を走れる数少ないスポットともなっている。

## 道路状況
峠の標高が低いこともあり、福井県京都府の両側ともすぐ近くに集落があり、あまり峠らしい様相は呈していない。路面もアスファルトで舗装され、麓から峠まで片側1車線の確保された、4輪車でも安心して通行できる峠である。ただし程よいワインディングロードであることと福井県側の景観が良いこともあり、サイクリングを楽しむ人が多く、自転車には注意が必要である。

## 峠周辺の接続路線
- 京都府道・福井県道21号舞鶴野原港高浜線（重複）